# Dougaloplus
Dougaloplus is een geslacht van slangsterren uit de familie Amphiuridae.

## Soorten
- Dougaloplus acanthinus (H.L. Clark, 1911)
- Dougaloplus amphacanthus (McClendon, 1909)
- Dougaloplus derjugini (Djakonov, 1949)
- Dougaloplus echinatus (Ljungman, 1867)
- Dougaloplus gastracanthus (Lütken & Mortensen, 1899)
- Dougaloplus libera (Koehler, 1907)
- Dougaloplus notacanthus (Lütken & Mortensen, 1899)